# Elianto (romanzo)
Elianto è un romanzo di Stefano Benni, edito da Feltrinelli nel 1996.

## Trama
Il paese di Tristalia, come si intuisce dal nome, è ispirato all'Italia ed è particolarmente triste. Chiamato anche Nova Repubblica (in riferimento alla cosiddetta Seconda Repubblica), in teoria è governato da ben venti presidenti (tutte parodie di noti personaggi italiani della politica e dello spettacolo), ma il vero potere è esercitato dal Zentrum, un supercomputer situato in un grattacielo oscillante a forma di chiodo (detto "grattasmog" perché Tristalia è talmente inquinata che si vede solo smog, mai il cielo).
L'unica speranza di una vita migliore per le Contee è liberarsi del Governo centrale, e per farlo è necessario vincere una "sfida" tra un campione scelto dalla Contea e uno scelto dal Governo. La Contea Otto (dove vivono i protagonisti della storia) dovrà affrontare un quiz, ma lo sfidante prescelto, il tredicenne e intelligentissimo Elianto, si è gravemente ammalato del misterioso "morbo dolce". ed è "recluso" in una clinica privata dal poco rassicurante nome di Villa Bacilla. Il suo amico infermiere, Talete Fuschini, lo intrattiene raccontandogli le strane e curiose idee di Maurits Cornelis Noon, un immaginario scienziato-filosofo del XIX secolo, creduto poi pazzo, e rinchiuso in un ospedale psichiatrico a Londra: tra esse spiccano quella della Mappa Nootica, che permette di conoscere, viaggiare e osservare gli abitanti di dimensioni parallele chiamate Mondi Alterei o Onirici, e quella del “Bonus vitale”, che sostiene che ad ogni essere vivente vengano assegnati dei limiti per ogni azione che, se superati, portano alla morte.
Una notte la luce della luna, attraversando i rami di un castagno, proietta sul muro della camera di Elianto proprio una mappa nootica: su di essa, il ragazzo segue le avventure di tre distinti gruppi di personaggi:
- Boccadimiele, Rangio e Iri: detti "i ragazzi intrepidi", sono tre amici di Elianto. Armati solo di una telecamera, delle note magiche di Rangio e soprattutto di una mappa nootica apparsa su una scatola di anguille. Loro tre vanno in cerca degli ingredienti di un elisir che possa salvare Elianto dal Morbo Dolce.
- Fuku Occhio di Tigre, Visa e Pat: il primo è un adepto della scuola dei Guerrieri-nuvola, gli altri due sono due saggi yogi talmente appassionati di bonsai da essersi a loro volta miniaturizzati (anche la loro versione della mappa nootica è minuscola, e solo loro possono leggerla). I tre - che fanno parte della Contea della Montagna, anch'essa impegnata nella sfida contro il Zentrum - sono alla ricerca di Tigre Triste, il più forte campione di arti marziali del mondo, il cui compito sarà affrontare il terribile Rollo Napalm, rappresentante del Governo.
- Ebenezer, Carmilla e Brot: sono tre diavoli venuti dall'Inferno. Lucifero ha affidato loro la missione di distruggere il Zentrum, che, regolando ogni minimo aspetto della vita a Tristalia, impedisce di fatto il libero arbitrio. L'arma definitiva per sconfiggere il computer, l’animale mangia storia “Kofs”, si trova nei Mondi Alterei, dove i tre viaggeranno grazie ad una mappa nootica rubata agli angeli, della biblioteca “Totapulchra”, e ricopiata sulle natiche del grasso e rozzo Brot.

Le vicende dei tre "equipaggi" si svolgono in modo indipendente, ma sono destinate a "confluire" nel finale, che vedrà la vittoria delle Contee e la sconfitta definitiva del Governo.

## Gli altri personaggi
- Baby Esatto: figlio del "re dei quiz" Essie Esatto (parodia di Mike Bongiorno[1]), è descritto dall'autore come "occhialuto e macrocefalo, color margarina"[2]. È il rappresentante del Governo nella sfida di intelligenza contro Elianto.
- Dottor Satagius: uno dei due medici che "governano" Villa Bacilla, è un personaggio fedele ai valori del passato.
- Dottor Siliconi: chirurgo plastico, più interessato al denaro che alla salute dei pazienti, è pervaso da "furia ammodernatrice". È colluso con il Governo e trama contro Elianto. Il suo motto è: "Un paziente senza un rene può vivere, un paziente senza libretto degli assegni no."
- Kofs, mostro enorme ma gentile che appare in forme diverse ad ogni persona, dalla memoria enciclopedica: ricorda una massa impressionante di dati, in pratica qualsiasi cosa gli uomini abbiano fatto, detto, scritto o anche solo immaginato in tutta la storia del mondo.
- Fido Pass Pass: giornalista televisivo (parodia di Emilio Fede[3][4]), conduce sondaggi d'opinione ai quali tutti gli abitanti di Tristalia sono obbligati a partecipare. Il suo motto è "Siate maggioranza!", poiché soltanto coloro che "indovinano" i risultati dei sondaggi quotidiani(ovvero rispondendo come ha risposto la maggioranza dei partecipanti) hanno diritto ai servizi essenziali quali acqua ed elettricità.
- Capitan Guepière: un pirata travestito che solca i mari del mondo di Posidon.
- Ballerino di Tango: è la personificazione della Morte, e riapparirà anche in un successivo romanzo di Benni, Margherita Dolcevita.
- Memphis "Mano-di-lumaca" Slim (Snailhand Slim): fu un grande chitarrista che sconvolse il mondo grazie alle sue canzoni e ai Dodici Accordi del Diavolo; queste note, come il do-di-matto o il re-rimorso, generavano nella gente che li sentiva delle strane emozioni, che rendevano la propria musica sublime. Venne ucciso da sei membri del Ku Klux Klan che vennero poi uccisi dallo spirito dil Slim strangolandoli con le sei corde della chitarra. Il soprannome è dato dal fatto che Slim aveva solo due dita per mano e una leggenda narra che dopo la sua morte, il suo fantasma cerchi giovani talentuosi chitarristi per infilare loro le proprie due dita nel naso e tramandare i Dodici Accordi; cosa che è capitata a Rangio.
- Talete: L'uomo del bonus; controllava le temperature dei pazienti di Villa bacilla.
- Rangoutan: è un Orango che vive sul mondo altereo Yamserius che dispensa cibo ai passanti. È l’ultimo sopravvissuto dello zoo.
- Suor Malcinea: è una suora che da dieci anni ha fatto voto di silenzio che vive a Villa Bacilla. Si rivela alla fine del romanzo come sorella minore di Carmilla, e quindi come diavolo. Salva Elianto da Baby Esatto e dal Sergente Topa e uccide il Dottor Siliconi, che va nell’ingorgo (che sarebbe l’Inferno).

## Tipo di narrazione e stile
Elianto è il romanzo in cui Benni sfoga la sua fantasia. Crea come ambientazione una serie di mondi immaginari, nei quali può inserire un'infinità di storie e racconti, senza mettere in crisi l'unità del romanzo. La Terra invece è raccontata con l'altra classica arma dell'autore, la satira: l'impero malvagio che ne vuole prendere il controllo è fatto di televisione e leccapiedi, "livello di paura" da mantenere e sondaggi per verificarlo. Lo stile è quello classico benniano, con una comicità apparentemente disordinata ma in realtà creata attraverso schemi fissi: dalle parole inventate alle teorie deliranti, dagli elenchi alle descrizioni caricaturali, dalle parodie alle citazioni colte. Il linguaggio segue l'ambientazione e il tipo di personaggi che descrive, c'è continua mescolanza di stili, ma con un'ironia di fondo che pervade ogni scena.

## Ambientazione
Il romanzo è ambientato negli otto "Mondi Alterei", dei quali uno è la Terra, e gli altri sette sono mondi paralleli inventati dall'autore:
- Protoplas: Questo mondo è composto perlopiù da un mare di un "protoplasma" (appunto) bianco dal quale spiccano alcune isole. Questo mondo è popolato dal leggendario alchimista Ermete Trimegisto e dalle sue invenzioni (animali, piante, etc..). Qui Ermete costruisce (letteralmente) forme di vita e postula le leggi universali. per conto di Dio.

- Neikos: Questo mondo è un grandissimo campo di battaglia che "ospita" l'infinita guerra tra le truppe Argentone e quelle Orone. In tutto il campo è presente un solo luogo di neutralità; il "WarMarket", dove ambo gli schieramenti vanno a comprare armature, armi, provviste e quant'altro. è un pianeta perennemente in guerra ("neikos" in greco significa "odio", "contesa", "discordia"), nel quale ogni contendente è convinto di battersi per la "Giusta Causa".

- Bludus: È un mondo votato al puro divertimento, ricco soprattutto di case da gioco ("ludus" in latino significa proprio "gioco"). I più importanti luoghi sono il Kisaseneshi, un bar dove si fanno spettacoli di strip, e La sala giochi di Asso di Spade, dove al gioco di "Boo-boo" (una specie di dama giocata con pedine-insetto) si punta qualsiasi cosa.

- Medium: È l'esatto opposto di Bludus, è un mondo conformista, dove tutto è "nella media", senza eccessi, politicamente corretto, e i personaggi che lo visitano lo trovano estremamente noioso. In questo mondo tutto è perfettamente pari, perfettamente misurato e perfettamente scandito. A Medium, costituito da molte città molto tecnologicamente avanzate, tutto è svolto in maniera tale che niente sia impari, anche gli sport (come la "Lotta Pari").

- Mnemonia: Questo è un luogo etereo, dove sono immagazzinati e debitamente archiviati tutti i ricordi dei terrestri e nel quale si entra solo con un'autorizzazione- Ogni visitatore ha una hostess olografica che viene trasformata come gli utenti la immaginano.

- Posidon: Questo è un mondo praticamente costituito da un oceano smisurato (difatti prende il nome dalla divinità greca dell'oceano e dei terremoti Poseidone); qui vivono alcune bande di pirati; tra le quali quella del Capitan Guepière, e molte creature marine.

- Yamserius: Prima fiorente di vita, questo è un mondo post-apocalittico, una Terra del futuro interamente diventata un "deserto freddo". Le uniche costruzioni che sopravvivono sono il "ristorante" di Rangoutan, un orangotango chef, lo Zoo Fantasma, cioè ciò che rimane dello zoo di Yamserius dopo la catastrofe, e i bunker di alcuni angeli malvagi (gli Angeli Sadici); questi ultimi si sono autoproclamati i padroni di Yamserius.

Inoltre, alcune scene si svolgono o fanno riferimento all'aldilà, "rivisitato" alla luce delle bizzarre teorie del visionario Noon:
- L'Inferno, detto L'Ingorgo, è situato all'altezza della discontinuità di Gutenberg. Questo è un'enorme autostrada, caratterizzata da un ingorgo perenne di Ferrari Testarossa che i dannati ricevono dopo la morte come "premio". I dannati non restano lì eternamente, ma possono, scontata la pena, accedere ai "livelli" successivi.

- Il Purgatorio è un grattacielo detto Il Solito. Viene chiamato così perché chi vi è condannato deve fare sempre ed esclusivamente la stessa cosa per un certo periodo di tempo finché non sconta la pena.

- Il Paradiso, chiamato Lotteria e situato nei non ben precisati "Universi Ovest", è un grande prato dove periodicamente si svolge una lotteria. Qui le persone possono vincere dei premi, ad esempio la possibilità di reincarnarsi (anche in altre epoche storiche), ma anche delle punizioni (ad esempio tornare all'Inferno o nel Purgatorio) quando il Manovratore - ossia Dio - ritenga che abbiano ancora colpe da scontare.

## Edizioni
- Stefano Benni, Elianto, collana Universale Economica Feltrinelli, Feltrinelli, 1998,  pp. 313, ISBN 88-07-81493-5.